# Паняряй (станция)
Паняряй — узловая железнодорожная станция Литовских железных дорог. Расположена на скрещении линий на Каунас и Марцинконис (ближайшая станция — Лентварис, в 9 км), Вальчюнай (ближайшая станция — Вайдотай, в 7 км) и Вильнюс (в 9 км).
Станция находится в Вильнюсе, в районе Аукштейи-Паняряй.

## История
- Станция открыта в 1898 году[1].
- В 1975 году была произведена электрификация участка Науйойи-Вильня — Каунас на переменном токе 25 кВ, в том числе и станции Панеряй.

## Пассажирское сообщение по станции

### Пригородные поезда
На станции ежедневно останавливаются следующие пригородные поезда:
- Науйойи-Вильня — Каунас ;
- Науйойи-Вильня — Тракай ;
- Науйойи-Вильня — Марцинконис.

## Коммерческие операции
- Прием и выдача повагонных отправок грузов, допускаемых к хранению на открытых площадках станций[2].
- Прием и выдача грузов в универсальных контейнерах массой брутто 24 (30) и 30 т на станциях.
- Прием и выдача грузов повагонными и мелкими отправками, загружаемых целыми вагонами, только на подъездных путях и местах необщего пользования.
- Продажа билетов на все пассажирские поезда. Прием и выдача багажа не производятся.